# AOMedia

AOMedia(Alliance for Open Media)는 매사추세츠주 웨이크필드에 본사를 두고 멀티미디어 제공을 위한 로열티 없는 개방형 기술을 개발하는 비영리 산업 컨소시엄이다. 개방형 웹 표준 개발의 아이디어와 원칙을 사용하여 MPEG(Moving Picture Experts Group)의 지금까지 지배적인 표준에 대한 로열티 없는 대안 역할을 할 수 있는 비디오 표준과 관련 특허 로열티를 통해 지적 재산을 활용하는 관련 비즈니스 모델을 만든다. 특허 및 라이선스 문제와 수수료가 있다.
첫 번째 프로젝트는 VP9의 후속 제품이자 HEVC의 로열티 없는 대안으로 새로운 개방형 비디오 코덱 및 형식인 AV1을 개발하는 것이었다. AV1은 세 가지 이전 개방형 비디오 코덱인 달라, 토르 및 VP10의 요소를 사용한다.
오픈 미디어 연합의 운영 회원으로는 아마존, 애플, ARM 홀딩스, 시스코 시스템즈, 페이스북, 구글, 화웨이, 인텔, 마이크로소프트, 모질라 코퍼레이션, 넷플릭스, 엔비디아, 삼성전자, 텐센트가 있다.